# 奈良県農業協同組合
奈良県農業協同組合（ならけんのうぎょうきょうどうくみあい、英称：JA Naraken ）は、奈良県全域をカバーする農業協同組合。通称は「JAならけん」。本部は奈良市。
加入農家の支援（指導や販売支援、資材調達）、共済を含む金融、葬祭といった事業を行う。複数の農協が加盟する県単位の農業協同組合中央会や経済農業協同組合連合会でなく、県内単一農協となったのはJAならけんが全国初である。

## 沿革
- 1999年4月1日 - 奈良県下にあった全42の農業協同組合[2]が新設合併し、奈良県農業協同組合が発足。
- 1999年10月1日 - 奈良県信用農業協同組合連合会（JA奈良県信連）及び奈良県経済農業協同組合連合会（JA奈良県経済連）より、包括的事業を譲受。
- 2005年5月 - 全国JA信用オンラインシステム(JASTEM)稼働。
- 2008年7月 - JAならけん10周年[3]。
- 2018年7月 - 農産物小売店「まほろばキッチンJR奈良駅前店」開店[4]。

## 本店所在地
- 奈良県奈良市大森町57-3 奈良県農協会館内